# Droga wojewódzka 227
Die Droga wojewódzka 227 (DW 227) ist eine polnische Woiwodschaftsstraße innerhalb der Woiwodschaft Pommern. Sie verläuft im südlichen Powiat Gdański (Kreis Danzig) und verbindet auf einer Länge von etwa zwanzig Kilometern die Stadt Pruszcz Gdański (Praust) und die Landesstraße (DK) 1 (Europastraße 75) mit der DK 7 (Europastraße 77), die durch das östliche Polen bis zur slowakischen Grenze führt.

## Straßenverlauf
Woiwodschaft Pommern:
Powiat Gdański (Kreis Danzig):
- Pruszcz Gdański (Praust) (→ DK 1 (Europastraße 75): Danzig – Cieszyn (Teschen)/Tschechien, Schnellstraße 6 (Europastraße 28): Pruszcz Gdański – Stettin, und DW 226: Przejazdowo (Quadendorf) – Horniki (Hornikau))
- Roszkowo (Rostau)

~ Motława (Kleine Mottlau) ~
- Grabiny-Zameczek
- Stanisławowo (Schönau)
- Wocławy (Wotzlaff) (→ DK 7 (Europastraße 77): Danzig – Warschau – Chyżne/Slowakei)